# بیدستران
بیدستران (نام علمی: Castoridae) نام یک تیره از راسته جوندگان است.